# Académie militaire de Baoding
L'académie militaire de Baoding (chinois traditionnel : 保定軍校 ; chinois simplifié : 保定军校 ; pinyin : Bǎodìng jūnxiào ; Wade : Pao-ting chün-hsiao) était un institut chinois basé à Baoding, dans la province du Zhili (aujourd'hui Hebei) qui fonctionna durant les années 1910 et 1920. Pendant une époque, ce fut la plus importante académie militaire de toute la Chine, et ses élèves ont joué un rôle majeur dans l'histoire politique et militaire de la République de Chine. L'école fut fermée en 1923, mais son modèle servit d'inspiration pour la création de l'académie de Huangpu qui fut fondée l'année suivante à Canton. Durant la seconde guerre sino-japonaise de 1937 à 1945, la moitié des 300 divisions des forces armées chinoises étaient commandées par d'anciens élèves de Huangpu et un tiers de Baoding.
Les bâtiments sont classés en 2006 dans la 6e liste des sites historiques et culturels majeurs protégés au niveau national, sous le numéro de catalogue 6-897.

## Histoire
En 1902, Yuan Shikai, vice-gouverneur de la province du Zhili et ministre du gouvernement de Beiyang, fonde une école d'officier à Baoding, la capitale du Zhili. Baoding est le siège de sa Nouvelle Armée, qui est basée depuis 1901 à Xiaozhan près de Tianjin. Le protocole de paix Boxer oblige le gouvernement de la dynastie Qing à démilitariser Tianjin et la Nouvelle Armée est rebasée à Baoding. De 1902 à 1912, l'école d'officiers adopte différents noms comme « académie d'études militaires accélérées de Beiyang ». L'institut forme les officiers de la Nouvelle Armée qui participe grandement à l'ascension au pouvoir de Yuan Shikai à la fin de la dynastie Qing et lors de la révolution chinoise de 1911. En 1912, après que Yuan est provisoirement devenu président de la République de Chine, l'académie est brièvement déplacée à Pékin et devient l'académie officielle de l'armée. En octobre 1912, elle est réinstallée à Baoding.

## Élèves célèbres
Le généralissime Tchang Kaï-chek, qui deviendra président de la République de Chine, étudie à l'académie en 1906 en tant que cadet dans les classes préparatoires sur les études de l'étranger, avant de partir étudier au Japon.
Les élèves importants de la 3e classe de 1916 sont Bai Chongxi, Cai Tingkai, Huang Shaohong, Zhang Zhizhong et Xia Wei.

## Mémorial
En 1993, un mémorial est construit sur le site de l'académie de Baoding pour commémorer les 11 000 élèves y ayant étudié. En 2006, le mémorial est classé site historique de niveau national